# شيغيو ناكاتا
شيغيو ناكاتا (باليابانية: 中田 茂男) ، من مواليد 16 أكتوبر 1945 م، ولد الرياضي الياباني في مدينة أساهيكاوا، هوكايدو ، 
وهو رياضي ياباني حصل على ميدالية الذهبية لدورة الألعاب الأولمبية التي أستضافتها العاصمة المكسيكية مكسيكو سنة 1968 م.